# Gentianella poretzkyi
Gentianella poretzkyi är en gentianaväxtart som beskrevs av N.N. Tzvelev. Gentianella poretzkyi ingår i släktet gentianellor, och familjen gentianaväxter. Inga underarter finns listade i Catalogue of Life.